# 화룽구 (푸양시)

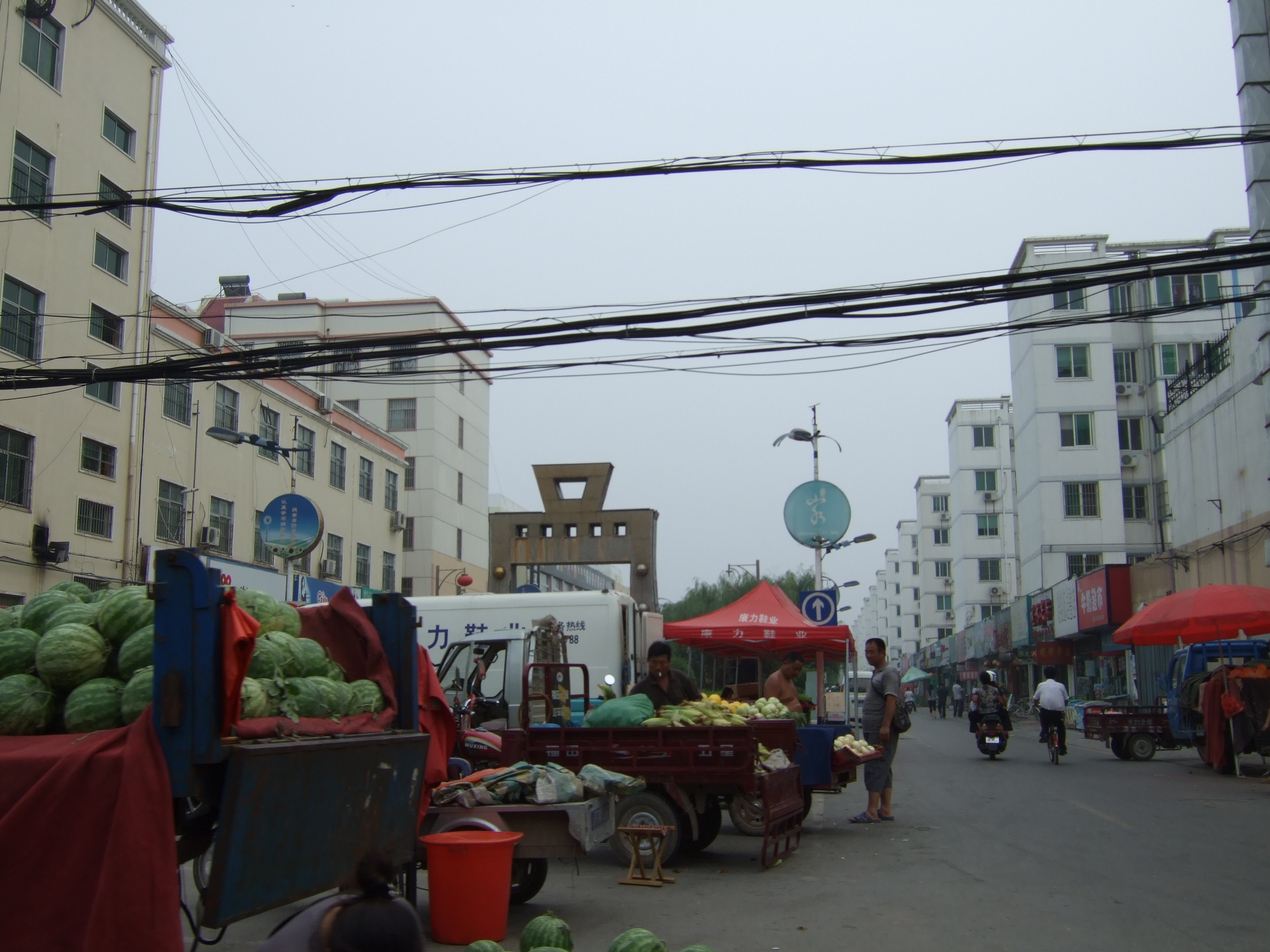

화룽구(한국어: 화룡구, 중국어: 华龙区, 병음: Huálóng Qū)는 중화인민공화국 허난성 푸양 시의 현급 행정구역이다. 넓이는 255km2이고, 인구는 2007년 기준으로 640,000명이다.

## 기후
연평균 기온은 13.4°C이고 연평균 강수량은 626.3mm이다.

## 행정 구역
7개 가도, 5개 향을 관할한다.
- 가도: 中原路街道, 胜利路街道, 建设路街道, 人民路街道, 大庆路街道, 黄河路街道, 任丘路街道.
- 향: 岳村乡, 孟轲乡, 胡村乡, 王助乡, 新习乡.